# RSHA Referat IV B4

Adolf Eichmann, 1942

Il RSHA IV B4 (Reich Referat IV B4) era un dipartimento della Sede centrale della sicurezza del Reich (Reichssicherheitshauptamt o RSHA) e della Gestapo durante l'Olocausto. Era guidato dal SS-Obersturmbannführer Adolf Eichmann e seguiva gli "affari ebraici e dell'evacuazione" nell'Europa occupata dai tedeschi, in particolare la deportazione degli ebrei dall'esterno della Polonia nei campi di concentramento o di sterminio (in Polonia la liquidazione dei ghetti e il trasporto erano gestiti dalle SS e dai dipartimenti di polizia locali).

## Descrizione
Creato nel 1941 dopo una riorganizzazione dell'RSHA, il RSHA IV B4 gestiva la categorizzazione degli ebrei, l'imposizione della legislazione anti-ebraica nel paese interessato, l'eventuale rimozione degli ebrei dal paese e la loro deportazione in un campo, ed infine lo sterminio nella camera a gas. L'Unità IV B4 controllava anche l'Associazione degli ebrei del Reich in Germania, che sovrintendeva a tutte le organizzazioni ebraiche.
Gli ebrei venivano portati ai campi in treni merci che dovevano essere prenotati e pagati; la Deutsche Reichsbahn (ferrovie dello stato tedesche) addebitava la tariffa di sola andata per i deportati e di andata e ritorno per le guardie, emettendo le fatture verso il RSHA.

## Gerarchia di comando

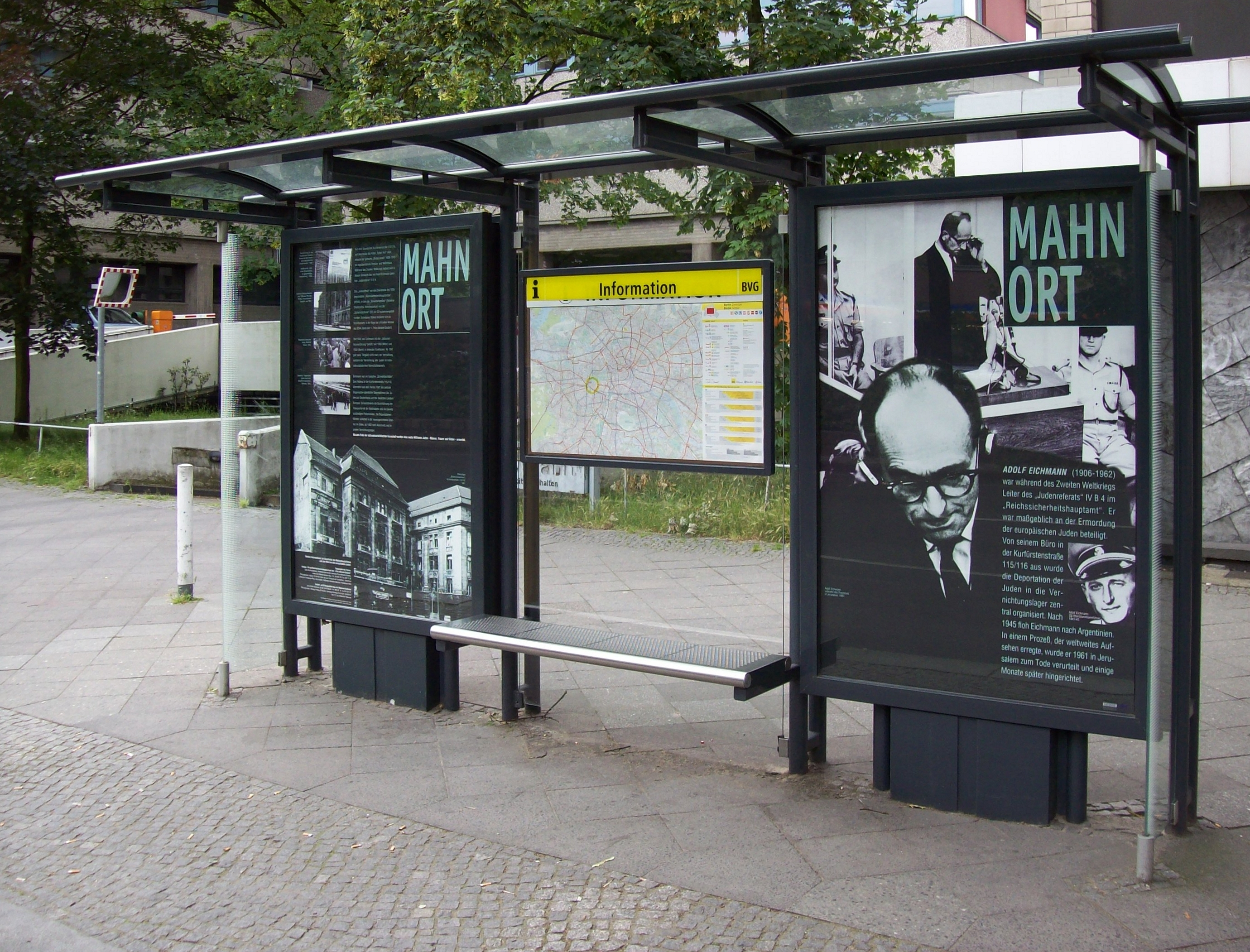
Memoriale sulla fermata dell'autobus fuori Kurfürstenstraße 115/116, Berlino

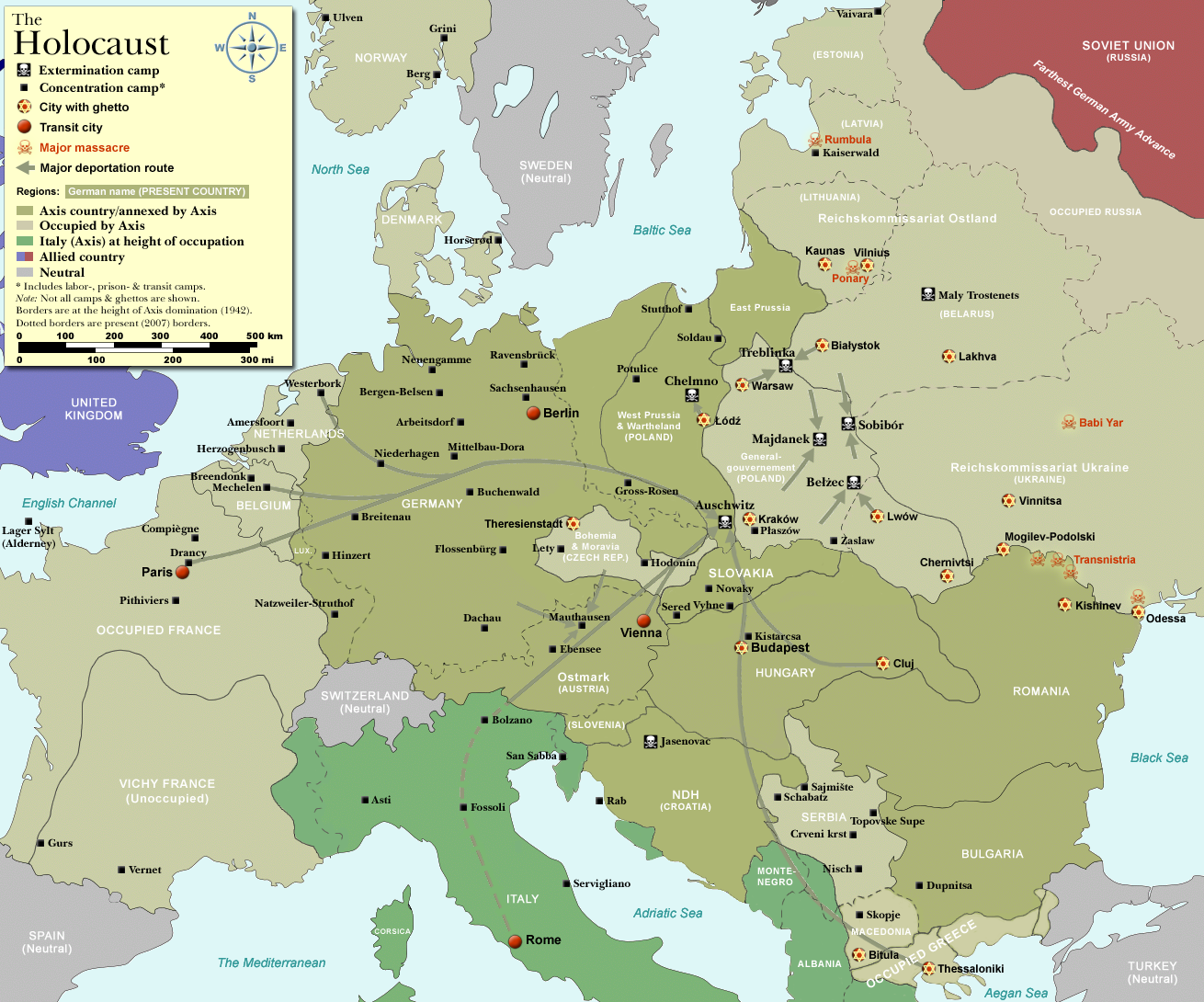
Campi e percorsi di deportazione nell'Europa occupata dai tedeschi al 1942

L'unità IV B4 aveva sede in Kurfürstenstraße 115/116 a Berlino. La gerarchia, secondo Raul Hilberg, era:
RSHA: guidato da Reinhard Heydrich fino alla sua morte nel giugno 1942, seguito da Heinrich Himmler e Ernst Kaltenbrunner
Amt IV (Gestapo): Heinrich Müller
IV-B (Sette): Albert Hartl
IV-B-4 (Ebrei): Adolf Eichmann
IV-B-4-a (Evacuazioni): Rolf Günther
Questioni generali: Fritz Wöhrn
Trasporti: Franz Novak
"Casi particolari": Ernst Moes
IV-B-4-b (Diritto): Friedrich Suhr, seguito da Otto Hunsche
Vice: Otto Hunsche
Finanza e proprietà: Richard Gutwasser
Aree straniere: Friedrich Boßhammer